# Бланка, инфанта Испании
Инфанта Бланка Испанская (исп. Blanca de Castilla Maria de la Concepción Teresa Francisca de Asis Margarita Juana Beatriz Carlota Luisa Fernanda Adelgunda Elvira Idelfonsa Regina Josefa Micaela Gabriela Rafaelade de Borbón, Infanta d'España; 7 сентября 1868 — 25 октября 1949) — старший ребёнок в семье Карлоса, герцога Мадридского, претендента на трон Испании под именем Карлос VII и его первой жены, принцессы Маргариты Бурбон-Пармской. Бланка была членом Дома Бурбонов и инфантой Испании по рождению. После брака стала эрцгерцогиней Австрии.

## Биография
Инфанта Бланка Испанская была старшим ребёнком Карлоса, герцог Мадридского, претендента на трон Испании под именем Карлос VII и его жены, принцессы Маргариты Бурбон-Парма. Детство Бланки было отмечено войной за испанский трон, в которой её отец пытался получить трон Испании. После окончания войны семья жила в Париже. В 1881 году они были изгнаны из Франции из-за политической деятельности Карлоса. К тому времени родители Бланки разошлись. Её отец уехал жить в свой дворец в Венецию, в то время как её мать удалилась в своё имение в Виареджо, Италия. Бланка и её братья и сестры разрывались между родителями.

## Брак и дети

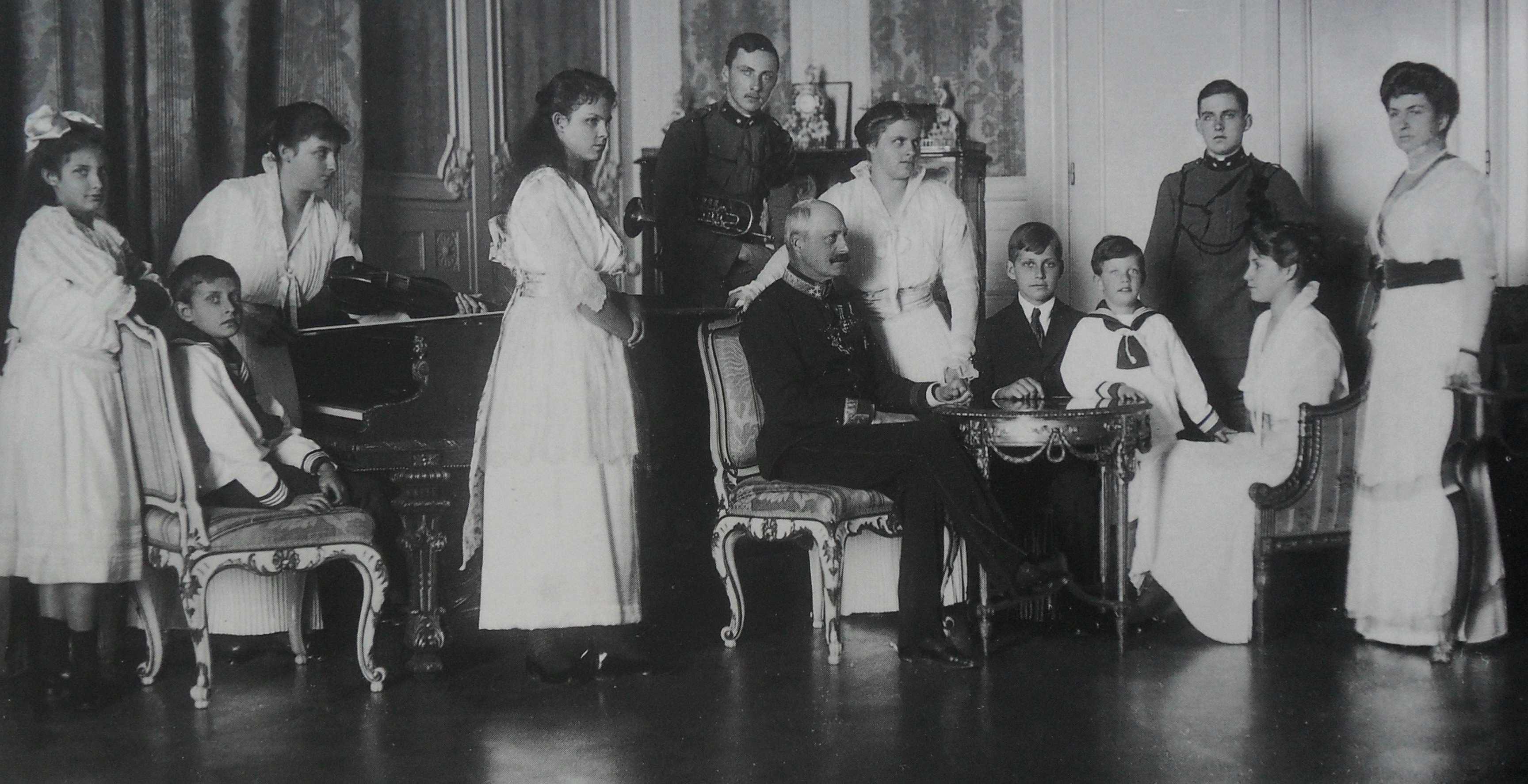
Инфанта Бланка вместе с семьёй, 1915 год.

Бланка вышла замуж за австрийского эрцгерцога Леопольда Сальватора, второго ребёнка и старшего сына эрцгерцога Карла Сальватора Австрийского и его жены, принцессы Марии Иммакулаты Бурбон-Сицилийской, 24 октября 1889 году. У них было десять детей:
- Долорес (1891—1974) — замужем не была, детей не имела;
- Иммакулата (1892—1971) — супруга Нобеля Игино Нери-Сернер, детей не имела;
- Маргарета (1894—1986) — супруга Франциско Мария Талиани ди Марчио, детей не имела;
- Райнер (1895—1930) — умер от заражения крови, детей не имел;
- Леопольд (1897—1958) — был дважды морганатически женат, имел дочь от первого брака;
- Мария Антония (1899—1977) — была дважды замужем, имела пятеро детей от первого брака;
- Антон (1901—1987) — женился на румынской принцессе Илеане, имел шестеро детей.
- Ассунта (1902—1993) — Иосифа Хопфингера, имела двух дочерей;
- Франц Иосиф (1905—1975) — был женат дважды морганатическими браками, имел дочь от второго брака;
- Карл Пий (1909—1953)  — был женат на Кристе Сацгер де Балваниос, имел двух дочерей.